# Theodor-Frerichs-Preis
Der Theodor-Frerichs-Preis ist ein Preis der Deutschen Gesellschaft für Innere Medizin, der alljährlich für die beste vorgelegte deutsche – möglichst klinisch experimentelle – Arbeit auf dem Gebiet der Inneren Medizin verliehen wird. Der Preis ist nach Friedrich Theodor von Frerichs, dem ersten Präsidenten der Gesellschaft, benannt. Der Preis ist mit 30.000 Euro dotiert (Stand 2018).

## Preisträger
- 1959 – Eberhard Koch, Gießen
- 1960 – G. W. Löhr und Hans-Dierck Waller, Marburg
- 1961 – Preis wurde nicht vergeben
- 1963 – P. Gerhardt Scheurlen, Tübingen
- 1964 – Irene Boll, Berlin (Rückstellung aus 1963)
- 1964 – J. Keul und E. Doll, Freiburg, und Wolfgang Gerok, Mainz
- 1965 – Heinrich Wagener, Heidelberg
- 1966 – Franz Adolf Horster, Düsseldorf
- 1967 – Otto Wetter, Mülheim
- 1968 – Karl-Hermann Meyer zum Büschenfelde, Mainz
- 1969 – Wolfgang Rapp, Heidelberg
- 1970 – Heiko Frerichs, Göttingen, und Dieter L. Heene, Gießen
- 1971 – Horst Niemczyk, Mainz, und Thomas Büchner, Münster
- 1972 – Dietrich Seidel und Heinrich Wieland, Heidelberg
- 1973 – Herbert J. Kramer, Homburg
- 1974 – Gert Müller-Berghaus, Gießen
- 1975 – Rolf Fußgänger, Ulm
- 1976 – Reinhard Matthias, Gießen
- 1977 – Jan Augustin und Heiner Greten, Heidelberg
- 1978 – Bodo-Eckehard Strauer, München
- 1979 – Siegurd Domschke, Wolfram Domschke, Erlangen und Ulrich Fölsch, Göttingen
- 1980 – Manfred V. Singer, Essen, Hansjörg Sauer und Andreas Schalhorn, München
- 1981 – Jürgen Pausch, Freiburg, und Harald Tillmanns, Heidelberg
- 1982 – Lutz Tharandt, Essen
- 1983 – Hans-Peter Buscher, Freiburg
- 1984 – Eberhard Windler und Wolfgang Därr, Hamburg
- 1985 – Burghard F. Klapp, Berlin
- 1986 – Heinz-Peter Schultheiß, München
- 1987 – Werner Scherbaum, Ulm
- 1988 – Werner Seeger, Gießen
- 1989 – Michael Böhm, München
- 1990 – Andreas Pfeiffer, Bochum, Reinhard Kopp, Zürich, und Gerd Sauter, München
- 1991 – Gerd Hasenfuß, Freiburg
- 1992 – Ruth H. Strasser, Heidelberg
- 1993 – Wolfgang Caselmann, München
- 1994 – Christoph Bode, Heidelberg
- 1995 – Stefan Schreiber, Berlin
- 1996 – Hanns Löhr, Mainz
- 1997 – Stefan Martin, Düsseldorf
- 1998 – Frank Griesinger, Göttingen
- 1999 – Jochen Seufert, Würzburg
- 2000 – Markus Neurath, Mainz
- 2001 – Georg Nickenig, Homburg
- 2002 – Frank Lammert, Aachen
- 2003 – Ralph Knöll, Friedberg
- 2004 – Jochen Hampe, Kiel
- 2005 – Matias Simons, Freiburg
- 2006 – Duška Dragun, Berlin
- 2007 – Otto Tschritter, Rottenburg
- 2008 – Birgit Aßmus, Steinbach
- 2009 – Marco Idzko, Freiburg
- 2010 – Florian Richard Greten, Frankfurt
- 2011 – Robert Zeiser, Freiburg
- 2012 – Leif-Erik Sander, Berlin
- 2013 – Soeren Lienkamp, Freiburg
- 2014 – Raja Atreya, Erlangen
- 2015 – Florian Bassermann, München
- 2016 – Hans Christian Reinhardt, Köln
- 2017 – Samuel Huber, Hamburg, Sebastian Zeißig, Dresden
- 2018 – Nicola Wilck, Berlin
- 2019 – Andreas Ramming, Erlangen
- 2020 – Ron Jachimowicz, Köln, Jakob Nikolas Kather, Aachen
- 2021 – Rafael Kramann, Aachen
- 2022 – Stefanie Kreutmair, Zürich
- 2023 – Christoph Kuppe, Aachen
- 2024 – Kai Markus Schneider, Aachen
- 2025 – Felicitas Eugenia Hengel, Hamburg[1]